# نتاليا بول
نتاليا بول ممثلة أمريكية. عملت في العديد من البرامج التلفزيونية مثل الديوس و Smash و الآثم و باور.  

## النشأة
حصلت بول على درجة البكالوريوس من جامعة ييل وشهادة الماجستير في الفنون الجميلة من برنامج التمثيل للدراسات العليا بجامعة نيويورك .  هي من أصل هايتي . 

## فيلموغرافيا

### الأفلام
| عام  | عنوان       | وظيفة    | ملاحظات |
| ---- | ----------- | -------- | ------- |
| 2017 | كراون هايتس | أنطوانيت |         |

### المسلسلات
| عام  | عنوان                                | وظيفة                         | ملاحظات                                                 |
| ---- | ------------------------------------ | ----------------------------- | ------------------------------------------------------- |
| 2013 | تحطيم                                | الممثل رقم 5                  | الحلقات: "الكراسي الموسيقية" و "The Fringe" و "القراءة" |
| 2014 | ممر الإمبراطورية                     | بياتريس كارسون                | الحلقات: "طفل بلا أصدقاء" و "المستمع الجيد"             |
| 2015 | أرني بطلاً                            | دورين هندرسون                 | دور أساسي                                               |
| 2016 | القانون والنظام: وحدة الضحايا الخاصة | زهارا ليتس                    | الحلقة: "تقاطع الحياة"                                  |
| 2016 | قوة                                  | كاندي                         | الحلقات: "لا تقلق يا حبيبي" و "حصلت على هذا عند القفل"  |
| 2016 | لوك كيج                              | دانا سترايكر                  | الحلقة: "خذها شخصيًا"                                    |
| 2017 | الشيطان                              | ساندرا واشنطن                 | الدور الرئيسي (الموسم 1)                                |
| 2018 | المذنب                               | هيذر نوفاك                    | الدور الرئيسي (الموسم 2)                                |
| 2018 | أنت                                  | كارين مينتي                   | دور الضيف                                               |
| 2019 | سيد مرسيدس                           | أدا سارة بيس                  | دور متكرر                                               |
| 2019 | القائمة السوداء                      | فرانشيسكا كامبل / ميلا لابورت | دور متكرر                                               |

## روابط خارجية
- الموقع الرسمي
- نتاليا بول في قاعدة بيانات الأفلام على الإنترنت